# Coupe des clubs champions arabes de football 1982
Navigation
Dammam 1984
La Coupe arabe des clubs champions 1982 est la toute première édition de la Coupe arabe des clubs champions de football.
C'est le club irakien d'Al Shorta Bagdad qui remporte cette édition inaugurale, après avoir battu lors du match décisif le club libanais de Nejmeh SC (2-0, 2-2). Il s'agit du premier titre international de l'histoire du club.

## Équipes participantes
Seules 3 équipes prennent part au tournoi :
- Al Shorta Bagdad - Champion d'Irak 1980
- Nejmeh SC - Champion du Liban 1975[1]
- Al-Ahli Amman - Champion d'Jordanie 1979

## Compétition
Demi-finale (1981):
| Équipe 1  | Résultat | Équipe 2      | Aller | Retour |
| --------- | -------- | ------------- | ----- | ------ |
| Nejmeh SC | 2 - 1    | Al-Ahli Amman | 2 - 1 | 0 - 0  |

Finale (1982):
| Équipe 1         | Résultat | Équipe 2  | Aller | Retour |
| ---------------- | -------- | --------- | ----- | ------ |
| Al Shorta Bagdad | 4 - 2    | Nejmeh SC | 2 - 0 | 2 - 2  |

| Coupe arabe des clubs champions Al Shorta Bagdad 1er titre |